# Georges Cuvelier
Georges Cuvelier (París, 26 de maig de 1896 - ?) va ser un ciclista francès, que fou professional entre 1923 i 1929. Entre els seus èxits més destacats destaquen la victòria en tres etapes de la Volta a Catalunya de 1927 i una 8a posició final al Tour de França de 1926.

## Palmarès
- 1923
  - 1r al Critèrium des Aiglons i vencedor d'una etapa
- 1927
  - Vencedor de 3 etapes de la Volta a Catalunya
- 1928
  - 1r a la Copa Martini & Rossi
- 1929
  - 1r al Tour du Sud-est i vencedor de 6 etapes

### Resultats al Tour de França
- 1923. 20è de la classificació general
- 1924. 12è de la classificació general
- 1926. 8è de la classificació general
- 1927. Abandona (9a etapa)